# أليش نويورث
أليش نويورث (بالتشيكية: Aleš Neuwirth)‏ هو لاعب كرة قدم تشيكي في مركز الدفاع، ولد في 4 يناير 1985 في أوسترافا في التشيك. شارك مع منتخب التشيك تحت 19 سنة لكرة القدم ومنتخب جمهورية التشيك تحت 21 سنة لكرة القدم. أما مع النوادي، فقد لعب مع بانيك أوسترافا وفيكتوريا بلزن ونادي كلادنو ونادي ملادا بوليسلاف.

## وصلات خارجية
- أليش نويورث على موقع الاتحاد التشيكي (الإنجليزية)
- أليش نويورث على موقع قاعدة بيانات كرة القدم.إي يو (الإنجليزية)
- أليش نويورث على موقع Soccerway.com (الإنجليزية)